# Esociformes

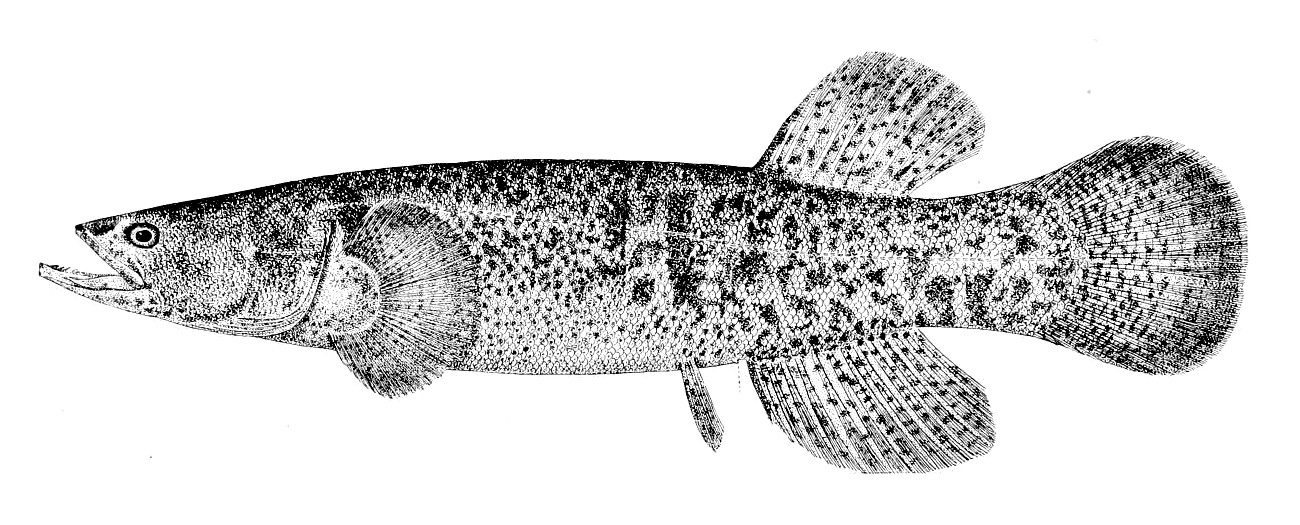
Dallia pectoralis.

Los Esociformes son un orden de peces teleósteos de agua dulce, distribuidos por ríos de varios continentes, en el que se encuentra incluida una especie de agua dulce, el lucio, un voraz depredador que está dotado de mandíbulas muy potentes. Su nombre procede del latín esox, nombre en este idioma del pez lucio.
El maxilar no tiene dientes; no tienen aleta adiposa como otros órdenes de su superorden emparentados con este; es muy característico que tanto la aleta dorsal como la aleta anal se encuentren localizadas muy posteriormente en el cuerpo.

## Familias
Existen en la actualidad sólo 13 especies, agrupadas en 4 géneros de las siguientes dos familias:
- Familia Esocidae - Lucios
- Familia Umbridae - Peces del fango
- Familia † Palaeoesocidae (extinta)